# Forces armées brunéiennes

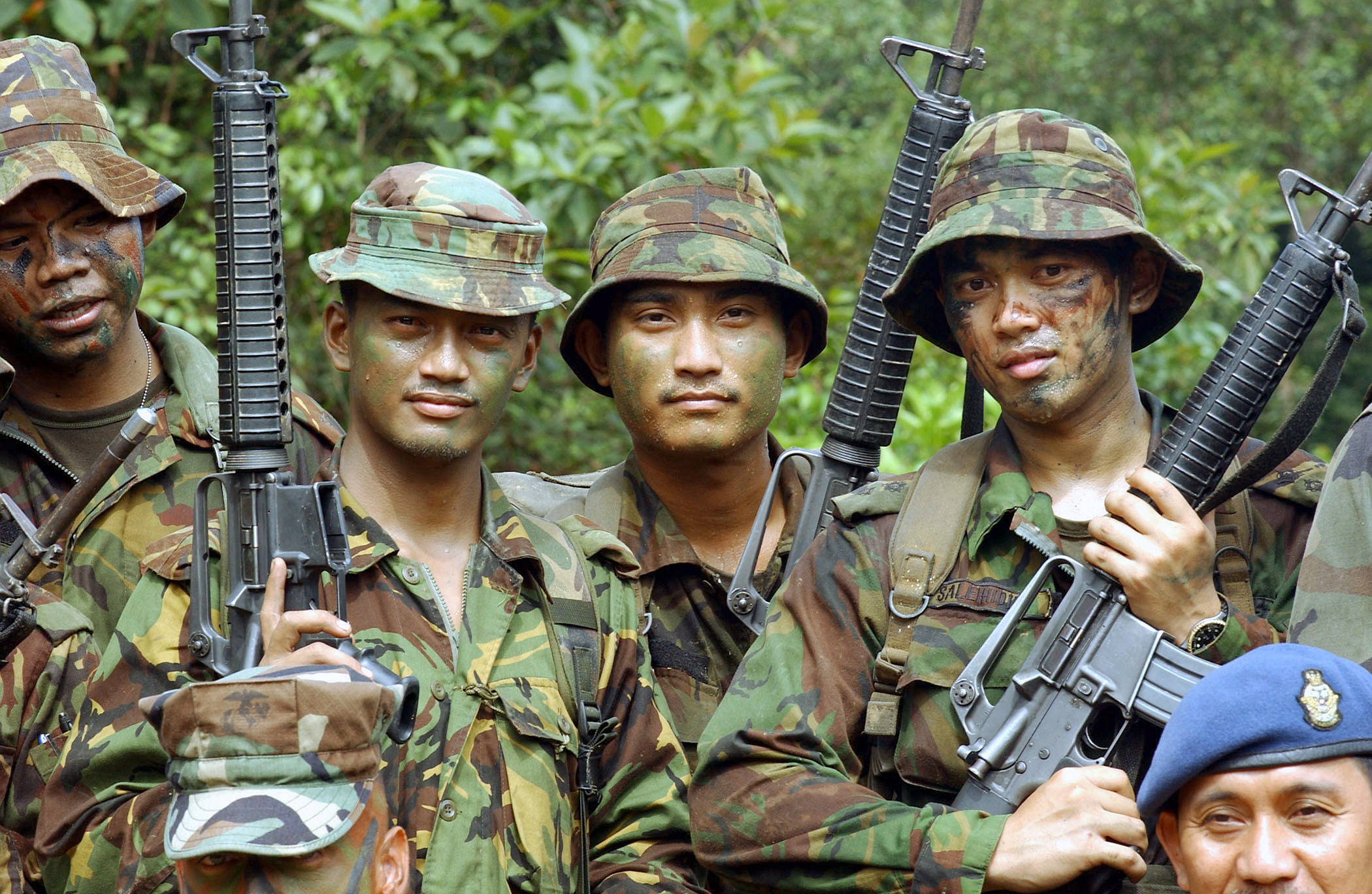
Soldats de l'armée de terre brunéienne.

Les forces armées royales brunéiennes (Angkatan Bersenjata Diraja Brunei) sont constituées d'une force terrestre, d'une force aérienne et d'une marine. Elles furent fondées le 31 mai 1961 et le commandant en chef en est le sultan Hassanal Bolkiah, également ministre de la Défense.
Selon la Constitution du pays, elles ont pour mission de :
- Dissuader toute puissance extérieure ayant l'intention de porter atteinte directement ou indirectement à la souveraineté et à l'intégrité territoriale de l'État de Brunei ;
- Entreprendre des opérations militaires de contre-terrorisme et anti-insurrection ;
- Aider la police et l'autorité civile à maintenir l'ordre public si elles sont appelées ;
- Maintenir de bonnes relations communautaires avec la population civile.

L'essentiel de son équipement provient du Royaume-Uni, de la France et des États-Unis. Sa marine dispose de 58 navires, principalement des patrouilleurs et sa force aérienne se constitue de 9 hélicoptères Bell 212, 6 Bölkow Bo 105, 4 Pilatus PC-7, 12 Sikorsky S-70 et 2 Bell 206.